# Гендерсон (округ, Іллінойс)
Шаблон:StateAbbr_ 40°49′ пн. ш. 90°56′ зх. д. / 40.81° пн. ш. 90.93° зх. д.
Округ  Гендерсон (англ. Henderson County) — округ (графство) у штаті Іллінойс, США. Ідентифікатор округу 17071.

## Історія
Округ утворений 1841 року.

## Демографія
За даними перепису 
2000 року 
загальне населення округу становило 8213 осіб, зокрема міського населення було 116, а сільського — 8097.
Серед мешканців округу чоловіків було 4059, а жінок — 4154. В окрузі було 3365 домогосподарств, 2377 родин, які мешкали в 4126 будинках.
Середній розмір родини становив 2,88.
Віковий розподіл населення поданий у таблиці:
| Стать    | До 15 років | 15-21 | 22-29 | 30-39 | 40-49 | 50-65 | 65-85 | Понад 85 |
| -------- | ----------- | ----- | ----- | ----- | ----- | ----- | ----- | -------- |
| Чоловіки | 742         | 404   | 329   | 508   | 683   | 800   | 543   | 50       |
| Жінки    | 781         | 380   | 286   | 541   | 611   | 775   | 668   | 112      |

## Суміжні округи
- Мерсер — північ
- Воррен — схід
- Макдоно — південний схід
- Генкок — південь
- Лі, Айова — південний захід
- Де-Мойн, Айова — захід

## Виноски
1. ↑  US Decennial Census. US Census Bureau. Архів оригіналу за 26 квітня 2015. Процитовано 5 липня 2014.
2. ↑  Historical Census Browser. University of Virginia Library. Архів оригіналу за 11 серпня 2012. Процитовано 5 липня 2014.
3. ↑  Population of Counties by Decennial Census: 1900 to 1990. US Census Bureau. Архів оригіналу за 24 квітня 2014. Процитовано 5 липня 2014.
4. ↑  Census 2000 PHC-T-4. Ranking Tables for Counties: 1990 and 2000 (PDF). US Census Bureau. Архів оригіналу (PDF) за 18 грудня 2014. Процитовано 5 липня 2014.
5. ↑  State & County QuickFacts. US Census Bureau. Архів оригіналу за 6 червня 2011. Процитовано 5 липня 2014.(англ.) Наведено за англійською вікіпедією.
6. ↑  American FactFinder. Бюро перепису населення США. Архів оригіналу за 21 травня 2008. Процитовано 31 січня 2008.

| США | Це незавершена стаття з географії США. Ви можете допомогти проєкту, виправивши або дописавши її. |